# Katō Mitsuyasu
Katō Mitsuyasu (加藤 光泰?; 1537 – 24 settembre 1593) è stato un daimyō giapponese del periodo Sengoku, servitore del clan Toyotomi e appartentente alla famiglia Katō.

## Biografia
Residente nella provincia di Minodurante la sua infanzia, Mitsuyasu prese le armi a sostegno del clan Saitō e del suo leader, Saitō Dōsan.
Quando Saitō Tatsuoki succedette alla leadership del clan, Mitsuyasu disertò da Oda Nobunaga nel 1567, espandendosi sotto il governo di quest'ultimo per molti anni successivi.
Diventò un importante generale mentre era al servizio di Toyotomi Hideyoshi negli anni 1580 e combatté nella battaglia di Yamazaki. Mitsuyasu fu premiato con proprietà valutate a 240.000 koku nella provincia di Ōmi, e partecipò alla invasioni giapponesi della Corea nel 1592 e nel 1593.
Durante la sua partecipazione alla campagna coreana Mitsuyasu morì di una malattia improvvisa mentre tornava a casa. Al momento della sua morte, stava iniziando la costruzione del castello di Kurono nella provincia di Mino, ma con la sua morte passò il controllo del castello a suo figlio, Katō Sadayasu, che completò la costruzione.